# بوچانگای درخشان
بوچانگای درخشان (نام علمی: Dicrurus atripennis) نام یک گونه از تیره بوچانگایان است.